# Theo Loevendie
Theo Loevendie (Amsterdam (Països Baixos), 17 de setembre de 1930) és un compositor neerlandès.

## Carrera
Loevendie va estudiar composició i clarinet al Conservatori d'Amsterdam. Durant molt de temps es va centrar exclusivament en la música jazz. Va guanyar diversos premis per això. Posteriorment, Loevendie va ensenyar composició a diversos conservatoris a partir de 1970. Entre els seus alumnes hi havia Svitlana Azarova, Bram Van Camp, Matthias Kadar, Vanessa Lann, Peter van Onna, Robin de Raaff, Ad Wammes i Victor Varela.
Loevendie va tenir un programa de ràdio de jazz a VARA durant dues temporades (des de l'estiu de 1958 fins a l'estiu de 1960), titulat "Romance in jazz". Va compondre i organitzar aproximadament 65 peces per a aquest propòsit. Músics coneguts com Rita Reys, Pim Jacobs, Ruud Jacobs i Sem Nijveen van tocar en el conjunt del mateix nom, que consistia en la notable formació de flauta, oboè, clarinet/saxo alt, trompeta, quartet de corda, piano, el baix i la bateria en el món del jazz de l'època. Loevendie ha tocat en diverses formacions, com ara el "Loevendie Consort" que va fundar, Brevis (inclòs Egon Kracht), el quintet Theo Loevendie i l'Ensemble Ziggurat. També va col·laborar amb músics com Nedly Elstak, Boy Edgar, Harry Sparnaay i Polo de Haas.
A partir de 1968, Loevendie també va escriure música clàssica contemporània, incloent òperes i obres orquestrals. Diversos treballs van ser premiats. Mai va considerar importants les línies divisòries entre música clàssica, jazz i improvisació. A la dècada de 1970 va organitzar els concerts STAMP (Stichting Alternative Music Practice) a l'Amsterdam Shaffy Theatre, en els quals s'interpretava música d'avantguarda en tot tipus de gèneres.
Loevendie va rebre l'encàrrec de "NTR Saturday Matinee" per compondre una òpera sobre el filòsof holandès Baruch Spinoza (1632-1677). L'òpera cobreix els esdeveniments de l'estiu de 1655 quan el jove Spinoza va ser expulsat de la comunitat jueva d'Amsterdam a causa dels seus punts de vista oberts. The Rise of Spinoza (2014) va ser la sisena òpera de Loevendie, després de Naima (1985), Gassir, the Hero (1990), Esmée (1995), Johnny & Jones (2001) i The Liberator (2008).
Altres obres seues conegudes són The Nightingale en diverses versions (1973-1981), Six Turkish Folk Poems (1977, per a conjunt i mezzosoprano) i el concert per a violí Vanishing Dances (1998), escrit per a Isabelle van Keulen. Sovint s'ha inspirat en la música de Turquia, amb la qual va entrar en contacte a través del seu matrimoni amb Jale Dedeoğlu, de Trebisonda, des del 1958 fins als anys vuitanta.
El 2022-2023, Loevendie, en col·laboració amb Wilbert Bulsink, va fer un arranjament orquestral de Sis poemes populars turcs per a la Royal Concertgebouw Orchestra, que es va interpretar el 12 d'octubre de 2023 sol, i el 13 d'octubre de 2023 juntament amb l'obra orquestral Flexio (1979); també un encàrrec per a aquesta orquestra) sota la direcció de Bas Wiegers.

## Llibres, CD
El 2018, Loevendie va publicar la seva autobiografia. El 19 de setembre de 2020 es va celebrar una festa de jazz en honor al seu 90è aniversari al Bimhuis.
El 2021 es va publicar "The Loeboek", un llibre amb 40 de les composicions de jazz de Loevendie. També conté 6 composicions Grounds en forma de Passacaglia, compostes a partir del 2018 acompanyant un CD.
Loevendie va gravar molts dels seus propis CD amb les seves bandes de jazz, les seves obres van ser gravades, entre d'altres, per Harry Sparnaay, Polo de Haas, Atlas Ensemble, Erik Bosgraaf, Nederlands Blazers Ensemble, Rotterdam Philharmonic Orchestra, Ralph van Raat, Fie Schouten.

## Premis
- 1969 - Edison per l'LP de jazz Stairs
- 1979 - Wessel-Ilckenprijs
- 1982 - Edison per The Nightingale (1979)
- 1984 - Premi International Record Koussevitzky (juntament amb Pierre Boulez)
- 1986 - Premi Matthijs Vermeulen
- 1988 - Premi 3M
- 2015 - Andreaspenning del municipi d'Amsterdam